# D'Ewes Coke
D'Ewes Coke (1747 – 12 aprile 1811) è stato un filantropo e presbitero inglese, rettore di Pinxton e South Normanton in Derbyshire, nonché possidente di una miniera.

## Biografia
Coke nacque a Mansfield Woodhouse nel 1747, l'unico figlio di George Coke (1725-1759) di Kirkby Hall, Nottinghamshire, e di sua moglie Elisabeth, figlia del reverendo Seth Ellis. George Coke stesso era il figlio di un altro D'Ewes Coke (morto nel 1751) di Suckley, e della sua prima moglie, Frances Coke, figlia e co-erede di William Coke di Trusley, e fu l'unico dei loro tre figli a sopravvivere infanzia. George morì nel 1759, quando suo figlio aveva solo dodici anni.
Il nome D'Ewes proviene dalla sua bisnonna, Elizabeth D'Ewes, che fu la madre del primo D'Ewes Coke. Una figlia di Sir Willoughby d'Ewes, II Baronetto, di Stowlangtoft Hall, Suffolk, fu la moglie del bisnonno, Heigham Coke di Suckley. Suo nonno era Sir Simonds d'Pecore, 1 ° Baronetto.
La famiglia Coke può essere fatta risalire al XV secolo e comprende figure di rilievo come George Coke, vescovo di Hereford poco prima della guerra civile inglese, e Sir John Coke, Segretario di Stato di re Carlo I d'Inghilterra. D'Ewes era poi cugino di Daniel Coke (1745-1825), avvocato e membro del Parlamento.
I Coke possedevano una miniere di carbone a conduzione familiare a Pinxton, dove D'Ewes in seguito pagò perché fossero erette una scuola e la residenza per il maestro.

## La maturità
Coke studiò alla Repton School e al St John's College di Cambridge, dove fu ammesso come pensionante il 13 ottobre 1764 ed entrò nel ministero della Chiesa d'Inghilterra nel 1770: fu ordinato diacono il 23 settembre dello stesso anno e sacerdote il 15 dicembre 1771 nella Diocesi di Coventry e di Lichfield ed ebbe il rettorato delle canoniche di Pinxton e di Sud Normanton, Derbyshire, dal 1771 al 1811.
Sposò Anna, figlia di George Heywood (morto nel 1818) di Brimington Hall, Nottinghamshire, dove Coke spese i suoi ultimi anni. Ebbero tre figli: D'Ewes Coke (1774-1856) che fu barrister, Sir William Coke (1776-1818) che divenne giudice a Ceylon, ed il deputato John Coke (morto nel 1841), che servì come sceriffo del Nottinghamshire nel 1830. John Coke ebbe un ruolo determinante nel fondare la fabbrica di Porcellana Pinxton, su un terreno lasciatoglie dal padre. e tutti e tre i figli svolsero un ruolo rilevante nella creazione della Mansfield and Pinxton Railway, che aprì nel 1819.
Il ritratto di famiglia ad opera di Joseph Wright of Derby, ed oggi esposto nel Derby Museum and Art Gallery, fu dipinta circa nel 1782, appena dopo che Coke e sua moglie avevano ereditato Brookhill Hall, vicino a Pinxton. e li mostra con il cugino Daniel Coke in un tavolo all'aperto, sotto un grande albero. Il fulcro della composizione, e apparentemente oggetto di discussione, è un foglio di carta tenuto da Daniel, che potrebbe riguardare il paesaggio; Wright pone D'Ewes al vertice di un triangolo, mentre rivolge lo sguardo verso la moglie, a differenza degli altri due che distolgono lo sguardo dal piccolo gruppo: il significato del dipinto è andato perduto. Coke divenne membro della Derby Philosophical Society, società creata da Erasmus Darwin quando questi si trasferì a Derby.
Coke morì a Bath in Somerset il 12 aprile 1811, e fu sepolto a Pinxton. Nel suo testamento, Coke istituì un'organizzazione caritatevole a Pinxton, lasciando cinque sterline all'anno, tratte dagli utili della sua miniere di carbone, per comprare i libri per bambini poveri.